# Fausse couleur
 (septembre 2012).
Si vous disposez d'ouvrages ou d'articles de référence ou si vous connaissez des sites web de qualité traitant du thème abordé ici, merci de compléter l'article en donnant les références utiles à sa vérifiabilité et en les liant à la section « Notes et références ».

Exemple d'utilisation de fausses couleurs en astronomie, l'image des Piliers de la création. L'hydrogène est représenté par du vert, le soufre par du rouge, l'oxygène par du bleu, etc.

Les techniques dites de fausse couleur sont utilisées en imagerie technique (astronomique, imagerie satellite, imagerie médicale, ou de prospection minière). Une première possibilité est de mettre en évidence des variations mineures d’un gris en remplaçant un changement de luminosité par une variation de la couleur. Une autre possibilité est de représenter une image dans des couleurs différentes des couleurs réelles afin de montrer des variations de luminosité dans des longueurs d'onde non visibles, généralement le proche infrarouge.

## Principe
Ces techniques permettent d’associer à une plage de gris donnée une couleur spécifique qui a pour seul but de rendre les zones correspondantes plus visibles. Cette opération se fait parfois directement sur le périphérique de visualisation, sans qu’il soit nécessaire de passer par l’intermédiaire d'un programme, ce qui évite tout délai lors des essais et erreurs.
Dans d’autres cas, plusieurs plages spécifiques de vraies couleurs (ou longueur d’onde) caractéristiques sont converties dans des composantes séparées, qui une fois mixées produisent l’image finale en fausses couleurs. Cette technique plus avancée est très utilisée en astronomie, en géographie, en agronomie, ou pour l’usage militaire et diverses exploitations des photos d’exploration de la Terre par satellite. Au milieu du XXe siècle, Ektachrome commercialisait une pellicule de diapositives infrarouge dans laquelle le vert était restitué en bleu, le rouge en vert et le proche infrarouge apparaissait en rouge,.

## Applications

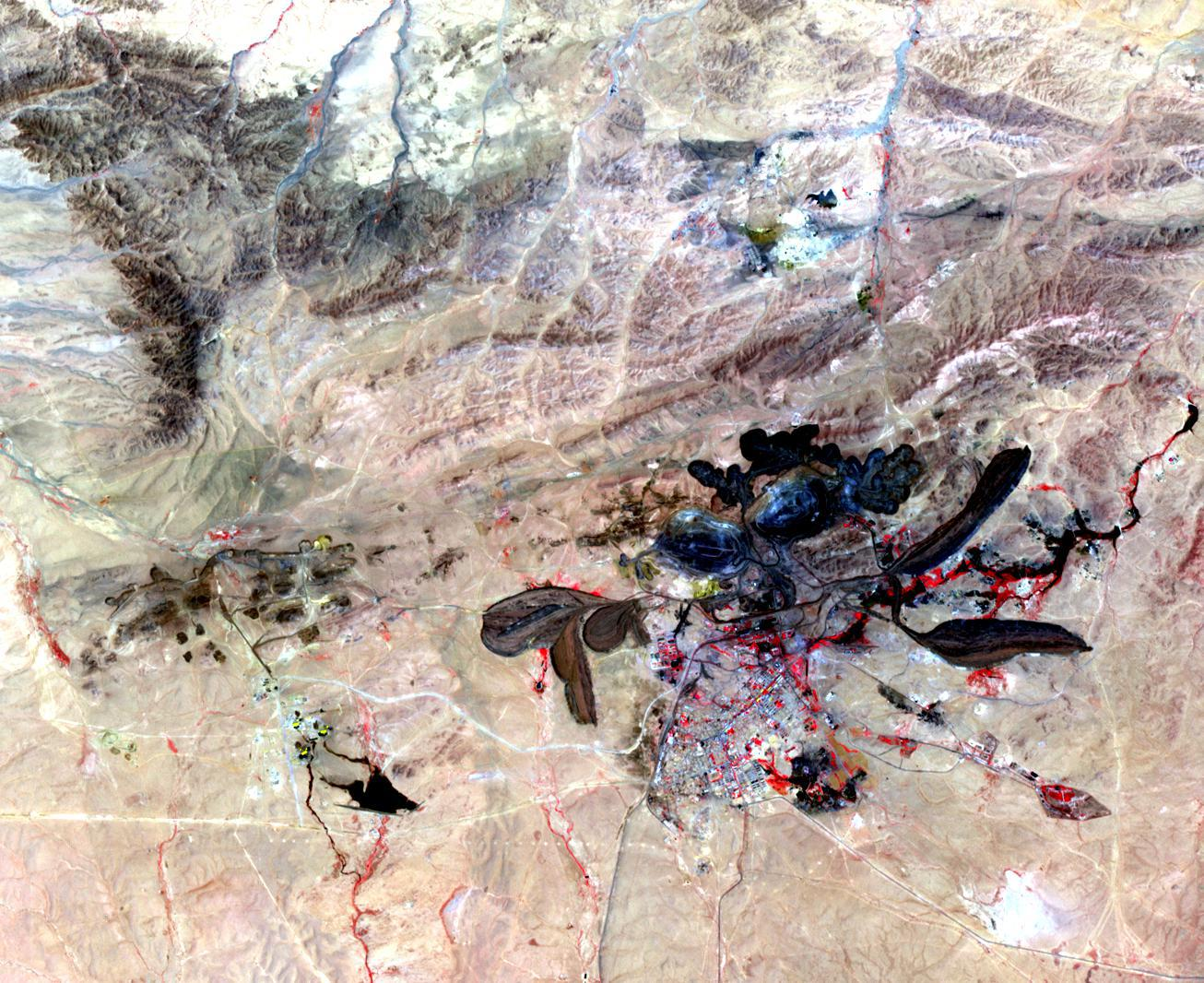
Photographie satellite en fausses couleurs (infrarouge) d'une mine de terres rares dans le district minier de Baiyun (Chine).

Sur les photographies satellites, la végétation apparaît en vert, mais sa localisation a été surtout effectuée grâce à sa trace dans l’infrarouge. En fait, nos perceptions de la couleur sont bien adaptées à la survie sur Terre, mais il est parfois de notre intérêt de les modifier pour les adapter à d'autres domaines, comme ceux mentionnés ci-dessus.
La fausse couleur s’avère d’autant plus utile que la perception humaine des couleurs varie d’un individu à l’autre en fonction de la caractéristique de la rétine et de sa composition variable en cônes et bâtonnets de sensibilités différentes. De plus, des facteurs génétiques peuvent influer sur le spectre d’absorption de la rétine, à cause de la nature et des teneurs légèrement différentes des pigments photosensibles. Les fausses couleurs permettent alors d’accentuer certaines différences colorimétriques de l’image en fonction de ce qu’on y cherche et permettent donc d’augmenter artificiellement la sensibilité de la vision humaine des couleurs.
Dans le milieu médical, elle permet de localiser plus précisément les tumeurs cancéreuses (marquées par un pré-traitement chimique) ou les fines conductions nerveuses qui pourraient être altérées par un geste médical : la technique peut être réalisée en temps réel pour assister le chirurgien ou les opérateurs d’instruments de traitement en radiothérapie. Les fausses couleurs sont aussi utilisées pour analyser numériquement les clichés des scanners et imagerie par résonance magnétique et facilitent le diagnostic.
La technique, facile à mettre en œuvre aujourd’hui grâce aux progrès de la photographie numérique, ne se limite pas aux seules applications scientifiques, les fausses couleurs sont également utilisées pour des compositions artistiques.